# داش‌کسن (مشگین‌شهر)
داش‌کسن روستایی است که در استان اردبیل، شهرستان مشگین‌شهر، بخش مشکین شرقی، دهستان لاهرود قرار دارد.

## جمعیت
بر اساس سرشماری سال ۱۳۸۵ جمعیت این روستا ۳۲۴ نفر با ۷۱ خانوار بوده‌است.